# Lenka Němečková
Lenka Němečková (née le 20 avril 1976 à Brno) est une joueuse de tennis tchèque, professionnelle de 1994 à 2006.
Pendant sa carrière, elle a remporté un titre WTA en double dames.

## Palmarès

### Titre en simple dames
Aucun

### Finale en simple dames
| No | Date       | Nom et lieu du tournoi           | Catégorie | Dotation  | Surface    | Vainqueure          | Score    |          |
| -- | ---------- | -------------------------------- | --------- | --------- | ---------- | ------------------- | -------- | -------- |
| 1  | 22/09/1997 | Wismilak International, Surabaya | Tier IV   | 155 340 $ | Dur (ext.) | Dominique Van Roost | 6-1, 6-3 | Parcours |

### Titre en double dames
| No | Date       | Nom et lieu du tournoi | Catégorie | Dotation  | Surface    | Partenaire   | Finalistes                           | Score    |          |
| -- | ---------- | ---------------------- | --------- | --------- | ---------- | ------------ | ------------------------------------ | -------- | -------- |
| 1  | 08/10/2001 | Kiwi Open Shanghai     | Tier IV   | 140 000 $ | Dur (ext.) | Liezel Huber | Evie Dominikovic Tamarine Tanasugarn | 6-0, 7-5 | Parcours |

### Finales en double dames
| No | Date       | Nom et lieu du tournoi  | Catégorie | Dotation  | Surface      | Vainqueures                      | Partenaire    | Score         |          |
| -- | ---------- | ----------------------- | --------- | --------- | ------------ | -------------------------------- | ------------- | ------------- | -------- |
| 1  | 21/04/1997 | Danamon Open Jakarta    | Tier IV   | 107 500 $ | Dur (ext.)   | Kerry-Anne Guse Kristine Radford | Yuka Yoshida  | 6-4, 5-7, 7-5 | Parcours |
| 2  | 09/07/2001 | Uniqa Grand Prix Vienne | Tier III  | 170 000 $ | Terre (ext.) | Paola Suárez Patricia Tarabini   | Vanessa Henke | 6-4, 6-2      | Parcours |

## Parcours en Grand Chelem

### En simple dames
| Année | Open d'Australie | Open d'Australie | Internationaux de France | Internationaux de France | Wimbledon       | Wimbledon        | US Open         | US Open          |
| ----- | ---------------- | ---------------- | ------------------------ | ------------------------ | --------------- | ---------------- | --------------- | ---------------- |
| 1997  | -                | -                | 1er tour (1/64)          | Elena Likhovtseva        | 1er tour (1/64) | Aleksandra Olsza | -               | -                |
| 1998  | 1er tour (1/64)  | A.G. Sidot       | 1er tour (1/64)          | Naoko Sawamatsu          | 1er tour (1/64) | Tara Snyder      | 1er tour (1/64) | Park Sung-hee    |
| 1999  | 1er tour (1/64)  | Janet Lee        | -                        | -                        | -               | -                | 1er tour (1/64) | Karina Habšudová |
| 2000  | 1er tour (1/64)  | Cara Black       | -                        | -                        | -               | -                | -               | -                |
| 2001  | -                | -                | 2e tour (1/32)           | Lina Krasnoroutskaïa     | -               | -                | -               | -                |

À droite du résultat, l’ultime adversaire.

### En double dames
| Année | Open d'Australie              | Open d'Australie          | Internationaux de France     | Internationaux de France  | Wimbledon                     | Wimbledon                 | US Open                       | US Open                    |
| ----- | ----------------------------- | ------------------------- | ---------------------------- | ------------------------- | ----------------------------- | ------------------------- | ----------------------------- | -------------------------- |
| 1996  | 2e tour (1/16) Krajčovičová   | Anke Huber K. Kschwendt   | 1er tour (1/32) Krajčovičová | Åsa Svensson A. Temesvári | -                             | -                         | 1er tour (1/32) Krajčovičová  | Lori McNeil G. Sabatini    |
| 1997  | 2e tour (1/16) P. Langrová    | L. Davenport Lisa Raymond | 1er tour (1/32) P. Langrová  | Mercedes Paz Rene Simpson | 1er tour (1/32) Silke Meier   | Olga Lugina Elena Wagner  | 1er tour (1/32) S. Noorlander | Lisa Raymond Rennae Stubbs |
| 1998  | 1er tour (1/32) E. Martincová | N. Kijimuta Nana Miyagi   | -                            | -                         | -                             | -                         | -                             | -                          |
| 1999  | -                             | -                         | 2e tour (1/16) R. Zrubáková  | L. Courtois Shaughnessy   | 1er tour (1/32) Alicia Ortuno | C. Martínez P. Tarabini   | 1er tour (1/32) R. Zrubáková  | A. Olsza L. Osterloh       |
| 2000  | 1er tour (1/32) Sandra Nacuk  | A. Fusai N. Tauziat       | -                            | -                         | -                             | -                         | -                             | -                          |
| 2002  | 1er tour (1/32) Eva Bes       | S. Testud Roberta Vinci   | 1er tour (1/32) Andreea Vanc | Rita Grande P. Schnyder   | 1er tour (1/32) Andreea Vanc  | T. Musgrave T. Tanasugarn | -                             | -                          |

Sous le résultat, la partenaire ; à droite, l’ultime équipe adverse.

## Parcours en Fed Cup
| #                                                                       | Date       | Lieu   | Surface      | Gagnante(s)                      | Perdante(s)                        | Score         |          |
|                                                                         |            |        |              |                                  |                                    |               |          |
| 1998 - Barrage (groupe mondial I) - République tchèque - Italie - 1 : 4 |            |        |              |                                  |                                    |               |          |
| 1                                                                       | 25/07/1998 | Prague | Terre (ext.) | Francesca Lubiani Flora Perfetti | Lenka Němečková Michaela Paštiková | 6-2, 4-6, 7-5 | Parcours |

## Classements WTA en fin de saison

### En simple
| Année | 1992 | 1993 | 1994 | 1995 | 1996 | 1997 | 1998 | 1999 | 2000 | 2001 | 2002 | 2003 | 2004 | 2005 |
| Rang  | 770  | 256  | 264  | 147  | 150  | 81   | 139  | 109  | 157  | 132  | 187  | 184  | 148  | 217  |

Source : (en) « Classements de Lenka Němečková », sur le site officiel du WTA Tour

### En double
| Année | 1992 | 1993 | 1994 | 1995 | 1996 | 1997 | 1998 | 1999 | 2000 | 2001 | 2002 | 2003 | 2004 | 2005 |
| Rang  | 529  | 196  | 126  | 131  | 95   | 124  | 170  | 104  | 229  | 109  | 232  | 158  | 215  | 274  |

Source : (en) « Classements de Lenka Němečková », sur le site officiel du WTA Tour